# 9180 Семсеґан
9180 Семсеґан (9180 Samsagan) — астероїд головного поясу, відкритий 8 квітня 1991 року.
Тіссеранів параметр щодо Юпітера — 3,138.